# Шапаровка
Шапа́ровка (рос. Шапаровка, башк. Шапаровка) — присілок у складі Чишминського району Башкортостану, Росія. Входить до складу Алкінської сільської ради.
Населення — 26 осіб (2010; 28 в 2002).
Національний склад:
- українці — 43 %
- росіяни — 43 %

Стара назва — Шапоровка.